# Louis Jean Heydt
Louis Jean Heydt, född 17 april 1903 i Montclair, New Jersey, död 29 januari 1960 i Boston, Massachusetts, var en amerikansk skådespelare.

## Biografi
Innan han blev skådespelare var han journalist på tidningen New York World.[källa behövs] Heydt medverkade som birollsaktör i över 100 filmer.

## Filmografi (i urval)
- 1938 – Hjältar av idag
- 1938 – Jag är lagen
- 1939 – Borta med vinden
- 1939 – De gjorde mig till brottsling
- 1940 – Skojare gör karriär
- 1940 – Doktor Ehrlich
- 1944 – Seger över smärtan
- 1945 – När hjärtat talar
- 1946 – Utpressning
- 1951 – Polisspärr
- 1952 – Hårda nävar
- 1953 – SOS – vi nödlandar
- 1957 – Hennes vilda man
- 1957 – California Desperados

## Teater

### Roller
| År   | Roll | Produktion                | Regi         | Teater                            |
| ---- | ---- | ------------------------- | ------------ | --------------------------------- |
| 1946 | Paul | Happy Birthday Anita Loos | Joshua Logan | Broadhurst Theatre, New York, USA |